# Демі Схюрс
Демі Схюрс (нід. Demi Schuurs) — нідерландська тенісистка, що спеціалізується в парній грі. 
Граючи в парі з Елісе Мертенс, Схюрс пробилася на Чемпіонат WTA 2018 .

## Фінали прем'єрних обов'язкових турнірів та з чільних 5

### Пари: 13 (6 титулів)
| Результат | Рік  | Турнір            | Поверхня | Партнерка            | Супротивниці                               | Рахунок               |
| --------- | ---- | ----------------- | -------- | -------------------- | ------------------------------------------ | --------------------- |
| Перемога  | 2018 | Рим               | Ґрунт    | Ешлі Барті           | Андреа Сестіні Главачкова Барбора Стрицова | 6–3, 6–4              |
| Перемога  | 2018 | Монреаль          | Хард     | Ешлі Барті           | Латіша Чжань Катерина Макарова             | 4–6, 6–3, [10–8]      |
| Поразка   | 2018 | Цинциннаті        | Хард     | Елізе Мертенс        | Луціє Градецька Катерина Макарова          | 2–6, 5–7              |
| Перемога  | 2018 | Wuhan Open        | Хард     | Елісе Мертенс        | Андреа Сестіні Главачкова Барбора Стрицова | 6–3, 6–3              |
| Поразка   | 2019 | Italian Open      | Ґрунт    | Анна-Лена Гренефельд | Вікторія Азаренко Ешлі Барті               | 6–4, 0–6, [3–10]      |
| Поразка   | 2019 | Canadian Open     | Тверде   | Анна-Лена Гренефельд | Барбора Крейчикова Катержина Сінякова      | 5–7, 0–6              |
| Поразка   | 2019 | Cincinnati Open   | Тверде   | Анна-Лена Гренефельд | Луціє Градецька Андрея Клепач              | 4–6, 1–6              |
| Перемога  | 2020 | Cincinnati Open   | Тверде   | Квета Пешке          | Ніколь Меліхар Сюй Їфань                   | 6–1, 4–6, [10–4]      |
| Поразка   | 2021 | Мастерс Мадрид    | Ґрунт    | Габріела Дабровскі   | Барбора Крейчикова Катержина Сінякова      | 4–6, 3–6              |
| Поразка   | 2022 | Madrid Open       | Ґрунт    | Дезіре Кравчик       | Габріела Дабровскі Джуліана Ольмос         | 6–7(1–7), 7–5, [7–10] |
| Поразка   | 2023 | Canadian Open     | Тверде   | Дезіре Кравчик       | Аояма Сюко Ена Сібахара                    | 4–6, 6–4, [11–13]     |
| Перемога  | 2024 | Qatar Ladies Open | Тверде   | Луїза Стефані        | Керолайн Долегайд Дезіре Кравчик           | 6–4, 6–2              |
| Перемога  | 2025 | Indian Wells Open | Тверде   | Ейджа Мухаммад       | Тереза Михалкова Олівія Ніколлз            | 6–2, 7–6(7–4)         |

## Фінали турнірів WTA

### Пари: 37 (21 титул)
| Результат | №     | Дата     | Турнір                                         | Категорія     | Поверхня      | Партнерка            | Супротивниці                                 | Рахунок               |
| --------- | ----- | -------- | ---------------------------------------------- | ------------- | ------------- | -------------------- | -------------------------------------------- | --------------------- |
| Перемога  | 1–0   | 2015     | Katowice Open, Польща                          | International | Тверде (i)    | Їсалін Бонавентюре   | Джоя Барб\'єрі Карін Кнапп                   | 7–5, 4–6, [10–6]      |
| Перемога  | 2–0   | 2015     | Bucharest Open, Румунія                        | International | Ґрунт         | Оксана Калашникова   | Андрея Міту Патріція Марія Ціг               | 6–2, 6–2              |
| Поразка   | 2–1   | 2016     | Tashkent Open, Узбекистан                      | International | Тверде        | Рената Ворачова      | Ралука Олару Іпек Сойлу                      | 5–7, 3–6              |
| Поразка   | 2–2   | 2017     | WTA Auckland Open, Нова Зеландія               | International | Тверде        | Рената Ворачова      | Кікі Бертенс Юганна Ларссон                  | 2–6, 2–6              |
| Поразка   | 2–3   | 2017     | Rosmalen Grass Court Championships, Нідерланди | International | Трава         | Кікі Бертенс         | Домініка Цібулкова Кірстен Фліпкенс          | 6–4, 4–6, [6–10]      |
| Поразка   | 2–4   | 2017     | Bucharest Open, Румунія                        | International | Ґрунт         | Елісе Мертенс        | Ірина-Камелія Бегу Ралука Олару              | 3–6, 3–6              |
| Перемога  | 3–4   | 2017     | Guangzhou International Women's Open, КНР      | International | Тверде        | Елісе Мертенс        | Монік Адамчак Сторм Гантер                   | 6–2, 6–3              |
| Перемога  | 4–4   | 2018     | Brisbane International, Австралія              | Premier       | Тверде        | Кікі Бертенс         | Андрея Клепач Марія Хосе Мартінес Санчес     | 7–5, 6–2              |
| Перемога  | 5–4   | 2018     | Hobart International, Австралія                | International | Тверде        | Елісе Мертенс        | Людмила Кіченок Ніномія Макото               | 6–2, 6–2              |
| Перемога  | 6–4   | Тра 2018 | Мастерс Рим, Італія                            | Premier 5     | Ґрунт         | Ешлі Барті           | Андреа Сестіні Главачкова Барбора Стрицова   | 6–3, 6–4              |
| Перемога  | 7–4   | Тра 2018 | Nuremberg Cup, Німеччина                       | International | Ґрунт         | Катарина Среботнік   | Кірстен Фліпкенс Юханна Ларссон              | 3–6, 6–3, [10–7]      |
| Перемога  | 8–4   | 2018     | Rosmalen Open, Нідерланди                      | International | Трава         | Елісе Мертенс        | Кікі Бертенс Кірстен Фліпкенс                | 3–3 ret.              |
| Поразка   | 8–5   | 2018     | Birmingham Classic, UK                         | Premier       | Трава         | Елісе Мертенс        | Тімеа Бабош Крістіна Младенович              | 6–4, 3–6, [8–10]      |
| Перемога  | 9–5   | 2018     | Мастерс Канада, Канада                         | Premier 5     | Тверде        | Ешлі Барті           | Латіша Чжань Катерина Макарова               | 4–6, 6–3, [10–8]      |
| Поразка   | 9–6   | 2018     | Мастерс Цинциннаті, US                         | Premier 5     | Тверде        | Елісе Мертенс        | Луціє Градецька Макарова Катерина Валеріївна | 2–6, 5–7              |
| Перемога  | 10–6  | 2018     | Wuhan Open, КНР                                | Premier 5     | Тверде        | Елісе Мертенс        | Андреа Сестіні Главачкова Барбора Стрицова   | 6–3, 6–3              |
| Поразка   | 10–7  | 2019     | Qatar Ladies Open, Катар                       | Premier       | Тверде        | Анна-Лена Гренефельд | Чжань Хаоцін Латіша Чжань                    | 1–6, 6–3, [6–10]      |
| Поразка   | 10–8  | Тра 2019 | Italian Open, Італія                           | Premier 5     | Ґрунт         | Анна-Лена Гренефельд | Вікторія Азаренко Ешлі Барті                 | 6–4, 0–6, [3–10]      |
| Поразка   | 10–9  | 2019     | Birmingham Classic, UK                         | Premier       | Трава         | Анна-Лена Гренефельд | Сє Шувей Барбора Стрицова                    | 4–6, 7–6(4), [8–10]   |
| Поразка   | 10–10 | 2019     | Canadian Open, Канада                          | Premier 5     | Тверде        | Анна-Лена Гренефельд | Барбора Крейчикова Катержина Сінякова        | 5–7, 0–6              |
| Поразка   | 10–11 | 2019     | Cincinnati Open, US                            | Premier 5     | Тверде        | Анна-Лена Гренефельд | Луціє Градецька Андрея Клепач                | 4–6, 1–6              |
| Перемога  | 11–11 | Сер 2020 | Cincinnati Open, US                            | Premier 5     | Тверде        | Квета Пешке          | Ніколь Меліхар Сюй Їфань                     | 6–1, 4–6, [10–4]      |
| Перемога  | 12–11 | 2020     | Internationaux de Strasbourg, Франція          | International | Ґрунт         | Ніколь Меліхар       | Гейлі Картер Луїза Стефані                   | 6–4, 6–3              |
| Перемога  | 13–11 | 2021     | Катар Ladies Open                              | WTA 500       | Тверде        | Ніколь Меліхар       | Моніка Нікулеску Олена Остапенко             | 6–2, 2–6, [10–8]      |
| Перемога  | 14–11 | 2021     | Charleston Open, US                            | WTA 500       | Ґрунт (green) | Ніколь Меліхар       | Маріє Боузкова Луціє Градецька               | 6–2, 6–4              |
| Поразка   | 14–12 | Тра 2021 | Мастерс Мадрид, Іспанія                        | WTA 1000      | Ґрунт         | Габріела Дабровскі   | Барбора Крейчикова Катержина Сінякова        | 4–6, 3–6              |
| Поразка   | 14–13 | 2021     | German Open, Німеччина                         | WTA 500       | Трава         | Ніколь Меліхар       | Азаренко Вікторія Федорівна Аріна Соболенко  | 6–4, 5–7, [4–10]      |
| Поразка   | 14–14 | 2021     | Eastbourne International, UK                   | WTA 500       | Трава         | Ніколь Меліхар       | Аояма Сюко Ена Сібахара                      | 1–6, 4–6              |
| Перемога  | 15–14 | 2022     | Porsche Tennis Grand Prix, Німеччина           | WTA 500       | Ґрунт (i)     | Дезіре Кравчик       | Корі Гофф Чжан Шуай                          | 6–3, 6–4              |
| Поразка   | 15–15 | Тра 2022 | Madrid Open, Іспанія                           | WTA 1000      | Ґрунт         | Дезіре Кравчик       | Габріела Дабровскі Джуліана Ольмос           | 6–7(1), 7–5, [7–10]   |
| Перемога  | 16–15 | Кві 2023 | Stuttgart Grand Prix, Німеччина (2)            | WTA 500       | Ґрунт (i)     | Дезіре Кравчик       | Ніколь Меліхар-Martinez Джуліана Ольмос      | 6–4, 6–1              |
| Перемога  | 17–15 | Чер 2023 | Eastbourne International, UK                   | WTA 500       | Трава         | Дезіре Кравчик       | Ніколь Меліхар-Martinez Еллен Перес          | 6–2, 6–4              |
| Поразка   | 17–16 | Сер 2023 | Canadian Open, Канада                          | WTA 1000      | Тверде        | Дезіре Кравчик       | Аояма Сюко Ена Сібахара                      | 4–6, 6–4, [11–13]     |
| Перемога  | 18–16 | Лют 2024 | Катар Ladies Open (2)                          | WTA 1000      | Тверде        | Луїза Стефані        | Керолайн Долегайд Дезіре Кравчик             | 6–4, 6–2              |
| Перемога  | 19–16 | 2024     | Ningbo Open                                    | WTA 500       | Тверде        | Демі Схюрс Юань Юе   | Ніколь Меліхар Еллен Перес                   | 6–3, 6–3              |
| Перемога  | 20–16 | Бер 2025 | BNP Paribas Open                               | WTA 1000      | Тверде        | Ейджа Мухаммад       | Тереза Михалкова Олівія Ніколлз              | 6–2, 7–6(7–4)         |
| Перемога  | 21–16 | Чер 2025 | Queen's Club Championships                     | WTA 500       | Трава         | Ейджа Мухаммад       | Анна Даніліна Діана Шнайдер                  | 7–5, 6–7(3–7), [10–4] |